# Meja, Kranj
Meja este o localitate din comuna Kranj, Slovenia, cu o populație de 13 locuitori.